# Clutt
Clutt was een Nederlandse adellijke familie uit Brunssum.

## Eerste generatie
De eerste Clutt die in Brunssum kwam wonen, was Jan Clutt de Oude (+1559). Hij vestigde zich op kasteel Rozengaard, oorspronkelijk het kasteel van het geslacht van Weerst. In 1537 verhief hij dit kasteel als grootleen van Valkenburg. Hierdoor is kasteel Roozengaard ook bekend als het Cluttenleen.
Jan Clutt de Oude was gehuwd met Anna van Weerst. Uit dit huwelijk:
- Aleijdis
- Gertrudis, was in 1555 een kloosterlinge
- Jan de Jonge

## Tweede generatie
Jan de Jonge (+1585) was de samensteller van het Chinsregister van het Huys Bronsheim uit 1562, een cijnsregistratie dat tot de inval van de Fransen, in de eind van de achttiende eeuw, werd bijgehouden voor de Laathof Brunssum, een samenvoeging van acht laathoven dat in totaal bestond uit 59 hoeven met zo’n 90-100 bunder land. Het register was grotendeels een kopie van een ouder werk dat door Ulrick IV (de Jonge) van Werst, rond 1500, was geschreven.
Jan de Jonge huwde met Anna van Tzevel. Uit dit huwelijk:
- Anna, trad in het Norbertinessenklooster van Sint Gerlach
- Peter
- Maria

## Derde generatie
Peter Clutt, ook wel Peter Clutt van Susterzeel genoemd, vertrok uit Brunssum en vestigde zich te Süsterseel. Peter huwde met Anna van Reymerstok van Etzenrade en Susterzeel. Uit dit huwelijk:
- Catharina

Omdat er geen mannelijke nakomelingen waren, stierf het Brunssumse geslacht hierdoor in de zeventiende eeuw uit.
Peters zus Maria huwde op 25 mei 1563 met jonker Jan Vos de Jonge, van de adellijke familie de Vos. Toen zijn schoonvader, Jan de Jonge, stierf, erfde Jan Vos via zijn vrouw het Huis Bronsem (kasteel Rozengaard, ook wel Rozengoed of Cluttenleen genoemd), de hoeve Den Bouwe op de Bouwberg en de molens van Brunssum en Schinveld. Uit dit huwelijk:
- Dirk Vos (circa 1565 - 5 mei 1600)

## Trivia
- Brunssum kent een Jonker Cluttstraat